# Criollo sanandresano
El criollo sanandresano es la lengua criolla hablada por la población raizal del archipiélago de San Andrés y Providencia, semejante al hablado en Bluefields y Mosquitia en Nicaragua, la Provincia de Limón en Costa Rica y las provincias de Bocas del Toro y Colón en Panamá. 
Se caracteriza por su vocabulario originado en el inglés, con una fonética propia, y un 7 a 10 por ciento de préstamos del castellano y de lenguas africanas, principalmente de la familia de lenguas kwa como el twi, el ewé y el ibo y también las lenguas mende y mandinka. 
No se trata, sin embargo, simplemente de un dialecto con fonética o léxico diferenciados. El criollo sanadresano tiene construcciones gramaticales propias y es una lengua diferente al inglés corriente.
Características gramaticales diferenciales de esta lengua criolla son:
1. La morfosintaxis del criollo sanandresano muestra la tendencia a la organización analítica, típica de las lenguas criollas.
2. Marca de tiempo. El auxiliar wehn (~ben~men) indica tiempo anterior.
3. Actúan como marcas modales de la oración los auxiliares beg y mek, que se colocan al comienzo de la oración para indicar solicitud o permisividad.
4. Otras marcas de modalidad se colocan antes del verbo, bien sea para indicar probabilidad, maita, mos y mosi; futuro, como wi y wuda; obligación, fi, hafi y shuda; potencial, kyan y kuda; o deseo, niid, waan.
5. Doce marcas de aspecto que también se anteponen al verbo: don (perfectivo); stie (permansivo); staat (incoativo); stap (cesativo); ton (incoativo gradual); kom (progresivo); suun (inminente); gwain (prospectivo); doz (solitivo o de costumbre); yuustu (solitivo anterior; de (durativo); get (incoativo perfecto).
6. Los verbos estáticos o de estado se diferencian de los dinámicos en su comportamiento gramatical.
7. La cópula dah atributiva-ecuativa puede reemplazar en la oración al verbo ser o estar (to be) y actúa como auxiliar que se antepone a la interrogación.
8. El plural se marca por la partícula dem después del nombre.
9. No hay distinción gramatical de género, lo que conduce a pronombres neutros de tercera persona.

|          | Sujeto | Objeto |
| -------- | ------ | ------ |
| Singular | ihn    | im     |
| Plural   | dehn   | dem    |

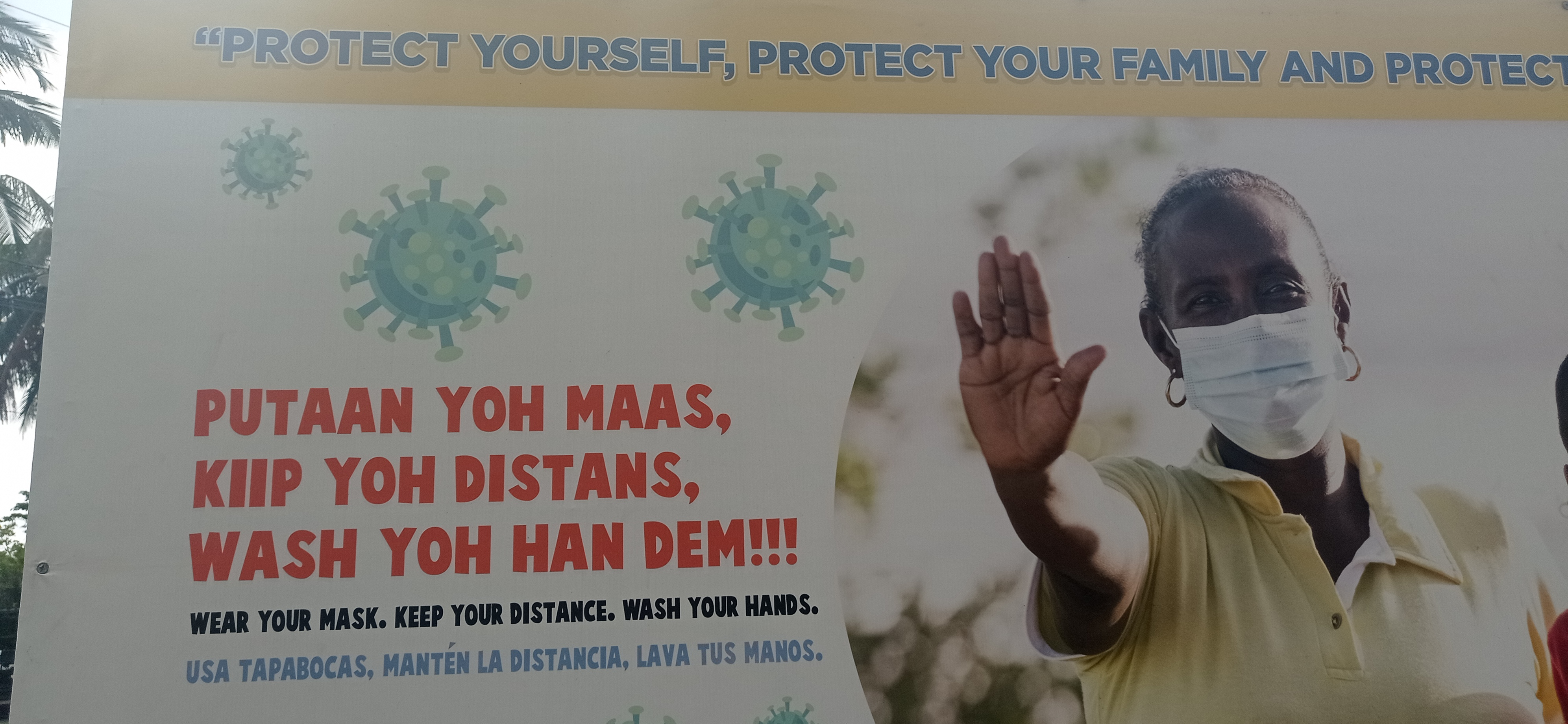
Campaña contra Covid-19 en criollo sanandresano.

En San Andrés y Providencia el criollo sanandresano es lengua oficial al igual que el español, de acuerdo con el artículo 10 de la Constitución de Colombia de 1991. Tanto allí como en las Regiones Autónomas de la Costa Caribe nicaragüense la mayoría de los hablantes de la lengua criolla son trilingües: hablan además inglés y castellano.
El inglés fue conservado en las iglesias para la lectura de la Biblia, el culto y los coros. La escuela y actualmente la televisión satelital al alcance de muchas familias, han contribuido a fortalecer nuevamente el uso de esta lengua entre los nativos. También la escuela y la televisión y además la presencia de inmigrantes del continente y las actividades económicas, políticas y administrativas han extendido el español, que es hablado fluidamente por los jóvenes raizales.

## Fonología
La fonología del criollo sanandresano es bastante similar al de otras lenguas como el Patois jamaiquino. Aunque hay bastantes propuestas de fonología del criollo sanandresano, una de las más conocidas es la de Carol O'Flynn de Chaves (1990) que propone 22 sonidos consonánticos y 8 sonidos vocálicos para el criollo sanandresano.     
|             | Labial | Alveolar | Postalveolar | Palatal | Velar |
| ----------- | ------ | -------- | ------------ | ------- | ----- |
| Nasal       | m      | n        |              | ɲ       | ŋ     |
| Oclusiva    | p b    | t d      |              |         | k g   |
| Africada    |        |          | tʃ dʒ        |         |       |
| Fricativa   | f v    | s z      | ʃ            |         | h     |
| Aproximante |        | ɹ        |              | j       | w     |
| Lateral     |        | l        |              |         |       |

Asimismo O'Flynn de Chaves establece ocho vocales en el criollo sanandresano. Estas vocales pueden presentar nasalización según los diferentes procesos fonológicos de la lengua, como que la vocal esté precedida por una nasal. 
|              | Anterior | Posterior |  |
| ------------ | -------- | --------- |  |
| Alto (tensa) | i        | u         |  |
| Alto (laxa)  | ɪ        | ʊ         |  |
| Medio        | e        | o         |  |
| Bajo         | a        | ɑ         |  |

### Procesos fonológicos
En el criollo sanandresano se pueden observar diferentes procesos fonológicos:
- Las oclusivas alveolares /t d/ se realizan africadas delante de la aproximante alveolar /ɹ/ en inicio de sílaba.

Oclusiva Alveolar 	 Africada /_ɹ
tɹu 	 [t͡ʃɹu] 'verdad'
dɹai 	 [d͡ʒɹai]  'secar'
- Sonorización de la fricativa alveolar sorda /s/ cuando aparece después de la lateral /l/ en final de palabra.

Fricativa Alveolar Sorda 	 Sonora / Lateral _#
pils 	 [pilz] 'píldora'
tuls 	 [tulz] 'herramienta'
- Una nasal seguida por oclusiva se realiza en articulación homorgánica con la oclusiva.

Nasal 	 homorgánica con la oclusiva siguiente /_Oclusiva
im príti	[im 'priti] 'Él/ ella es lindo/linda'
im ded	[in ded] 'Él/ella murió'
im gɑn	[iŋ ɡɑn] 'Él/ella se fue'
- La oposición entre las nasales /m/ y /n/ se neutraliza cuando se realizan como silábicas después de una oclusiva en final de palabra. En este caso, la articulación nasal siempre es homorgánica con la oclusiva que la precede.

Nasal silábica  	 en articulación homorgánica con la oclusiva precedente		/Oclusiva _#
shɑpm̩ ‘afilar’
hebm̩ ‘cielo’
shɑtn̩ ‘acortar’
hɑdn̩ ‘endurecer’
- La vocal baja anterior /a/ se realiza más larga y posterior en caso de elisión de /ɹ/ después de dicha vocal.

/a/ 	 [ɑ] /_ elisión de /ɹ/
paɹk 	 [pɑk] ‘parque’ 
- Todas las vocales pueden nasalizarse delante de consonante nasal.

Vocal 	 Nasalizada /_ Consonante nasal 
Vocal 	 Oral	   / en los demás contextos
kom 	 [kõm] ‘venir’